# Rushden & Diamonds F.C.
Rushden & Diamonds Football Club var en engelsk fodboldklub fra Irthlingborough, Northamptonshire. Klubben spillede sine hjemmekampe på Nene Park.
Klubben blev dannet i 1992 som en fusion af Rushden Town og Irthlingborough Diamonds. Klubben var hovedsageligt placeret i Conference National-rækken med en enkelt afstikker til The Football League. 
Klubben blev udelukket fra turneringer den 11. juni 2011 som følge en ustabil økonomisk situation, hvilket resulterede i klubben lukning